# 2ЭС7
2ЭС7 (2 — количество секций, Электровоз Секционный, тип 7) — российский грузовой двухсекционный восьмиосный электровоз переменного тока с асинхронным тяговым приводом, разработанный СП «Уральские Локомотивы» (российским холдингом «Группа Синара» при участии немецкого концерна Siemens) для эксплуатации на железных дорогах колеи 1520 мм. Также известен как «Чёрный гранит». Заводское обозначение — проект 11201. Локомотив создан на механической основе электровоза постоянного тока 2ЭС10 «Гранит».

## История создания и эксплуатации
20 января 2017 года 2ЭС7 был передан в опытную эксплуатацию на БАМ. Также эксплуатационные испытания проводились на участках Южно-Уральской и Горьковской железных дорог. В июне 2018 года, на участке Сызрань (Куйбышевская железная дорога) — Сенная (Приволжская железная дорога) проводился очередной этап испытаний. При следовании по участку, на перегоне Кашпир — Рябина локомотив с поездом массой 6646 тонн успешно преодолел максимальную величину подъёма, достигающую 16,9 ‰. В марте 2019 года электровоз на участке Юдино — Вековка провёл поезд из 130 вагонов весом 12,3 тыс. тонн.
- 2ЭС7-001 на кольце ВНИИЖТ в Щербинке

В 2019 году началось серийное производство локомотивов для поставки их на Северную железную дорогу.
Данные по выпуску электровозов 2ЭС7 по годам приведены в таблице:
| Год выпуска | Количество электровозов | Количество секций | Номера электровозов |
| 2013        | 1                       | 2                 | 001                 |
| 2019        | 2                       | 4                 | 002, 003            |
| 2020        | 9                       | 18                | 004—012             |
| 2021        | 12                      | 24                | 013, 024—034        |
| 2022        | 11                      | 22                | 035—045             |
| Всего       | 35                      | 70                | 001—013, 024—045    |

Данные по приписке электровозов 2ЭС7 по номерам по состоянию на май 2022 года приведены в таблице:
| Дорога        | Депо       | Количество | Номера  |
| Октябрьская   | Бабаево    | 13         | 001—013 |
| Казахстанские | ТТТ-Сервис | 22         | 024—045 |

В 2021 году подписано соглашение о поставках 22 электровозов для компании SilkWay в Казахстан в течение 2021-2022 годов

## Конструкция и технические решения
В основном электровоз является вариантом электровоза 2ЭС10 с установленным тяговым оборудованием, предназначенным для работы на однофазном переменном токе номинальным напряжением 25 кВ. В более общем плане машина представляет собой отечественную базовую платформу электровоза 2ЭС6 разработки «Группы Синара» с интегрированным тяговым оборудованием производства Siemens.
Основные характеристики электровоза (в частности, тяговые характеристики) в основном соответствуют электровозу 2ЭС10. Существенным отличием является рекуперативное торможение вместо рекуперативно-реостатного на 2ЭС10.
На электровозе применена принципиально новая для отечественного электровозостроения конструкция крышевого оборудования, при которой высоковольтные шины на массивных изоляторах заменены более компактными высоковольтными кабелями.
Также из современных технических решений имеются:
- Применение микропроцессорной системы управления МПСУиД, включающей в себя функции регистрации параметров, диагностики с передачей данных по каналам технологической радиосвязи
- Оснащение модульной кабиной нового образца с улучшенными эргономическими и гигиеническими параметрами
- Снижение расхода электроэнергии за счёт применения светодиодного освещения

Предусмотрена возможность работы электровоза по системе многих единиц, а также автономная работа одной секции электровоза.

## Операторы
- Россия — Российские железные дороги
- Казахстан — 22 локомотива для компании SilkwayTransit.[11]